# Aporia signiana
Aporia signiana is een vlindersoort uit de familie van de Pieridae (witjes), onderfamilie Pierinae.
Aporia signiana werd in 1994 beschreven door Sugiyama.